# タンブレリ
タンブレリ（Tambourelli）はスコットランド発祥のスポーツで、タンバリンを原型としたバットを使用し、バドミントンの羽根を打つ競技。また類似したスポーツとして、タンブレロ（Tamburello）・タムビーチ（Tambeach）・タンブレウ（Tamboreu）などがある。

## タンブレリの歴史
タンブレリの起源はアフリカといわれ、後にイタリアに渡り、その後時間を経てスコットランド南西のギャロウェイでスポーツとして始められた。もともと、イタリアではボールを使った競技（タンブレロ）だったが、スコットランドではバドミントンの羽根を使った競技として発展し、イギリスの各地に広まっている。

## 道具とコートサイズ
タンブレリではアウトドア・タンブレロ、インドア・タンブレロ、タムビーチより円形が少し小さいサイズのバットが使われる。
コートのサイズは縦9.45m、横4.10mで、ネットの高さは1.73m。

## タンブレリの基本ルール
試合はプレイヤーが相手のコートに羽根をサーブすることから始まり、相手はそれを打ち返しラリーが続けられる。
以下の場合に得点が得られる
1. 羽根が相手のコートの範囲内に着地した場合
2. 相手が打ったショットがコートの範囲外に着地した場合
3. 相手が打ったショットがネットを越えなかった場合
4. ネットを越える前に相手が羽根を打った場合

## 得点のつけ方（スコアリング）
ゲームは先に21ポイントを獲得した方が勝利となる。お互いが20-20というスコアであれば、最初に2ポイントを続けて獲得したほうが勝利となる。サービスに関係なくラリーに勝ったほうがポイントを獲得できる。2ゲーム先取した方が試合の勝者となる。

## レット
ポイントの結果に対し、両者とも意義があった場合、審判の裁量によりそのポイントのやり直しが認められる。羽根が天井に当たった場合、そのポイントのやり直しが認められる。

## ダブルヒットレット
試合の最中に、ダブルスのペアが羽根を相手のコートに返す際、それを2度打つ必要性があると判断した場合、1人のプレイヤーが2度、もしくは1度ずつプレイヤーが羽根を打ち、相手のコートに返すことができる。もし、そのときダブルヒットを行ったペアがそのラリーに勝った場合、そのポイントはやり直しとなる（ポイントセーブと呼ばれる）。ラリーの最中、両方のペアがダブルヒットを行った場合、ダブルヒットレットは取り消され、そのラリーの勝者がポイントを得ることができる。ラリーの最中、ペアは1度目のダブルヒットレットが取り消されない限り、2度目のダブルヒットは許されない。

## サービス
サービスを行う際、サーバーの胸の高さ以上にバットを持ち上げてはいけない。どちらかの足は必ずベースラインを踏まなければならない。ファーストサービスを失敗した場合、もう一度、サービスを行うことができる（セカンドサービス）が、それを失敗した場合、相手の得点となる。

### プレイフォーサービス
サービスもしくはサイドを選択する権利を得るためのラリーでゲーム前に行う。必ず始めの3回はラリーを続け、4回目から自由に打つことができる。そのラリーに勝った方がその選択権を得られる。

### シングルスサービス
シングルスの場合、サービスはベースラインのどこからでもサービスすることができ、相手側のコートのどこにでも入れることができる。5ポイントごとにサービス権は交代する。レットのポイントは含まれない。もし、スコアが20-20になった場合、サービス権は2ポイントごとに交代する。

### ダブルスサービス
ダブルスのサービスではコートは4つの長方形に区切られ、各プレイヤーはそれぞれのエリアでサーブを受ける。サーバーは片足でベースラインを踏み、必ず自分のエリアと対角のエリアにサービスを入れなければならない。5回ずつのサービス権が各プレイヤーをひとまわりしたら、サービスを受けるダブルスのペアは、ポジションを交代する。もし、スコアが20-20になったら、サービスを受けるダブルスのペアは、ポジションを元に戻すことになる（図2参照）。